# البطولات الأسترالاسية 1919 (كرة مضرب)
هنا قائمة بالبطولات الأسترالاسية لكرة المضرب، المعروفة الآن باسم أستراليا المفتوحة لسنة 1919:

## فردي رجال
ألغيرنون كينغسكوت هزم  إيريك بوكلي 6-4 6-0 6-3